# 元祖長浜屋
元祖長浜屋（がんそながはまや）は、福岡県福岡市中央区長浜2丁目5番38号に店舗を構えるラーメン店。長浜ラーメン系ではもっとも古い。

## 沿革
創業者の榊原松雄が、太平洋戦争後に名古屋の闇市で知り合った台湾人から、ラーメンの作り方と豚をすべて使うというだしの取り方を教わる。ここで教わったことがのちの屋台出店のきっかけとなる。
1952年（昭和27年）秋に商売を始めるため、名古屋から博多へ向かう。その後に屋台を買い付け、同年冬に博多駅前で屋台を始めるも全く売れず、中洲へ屋台を移すも売り上げはほとんどなかった。博多区大浜にある魚市場前に屋台を移すと、市場で働く人の朝食となり繁盛する。
1955年（昭和30年）6月に魚市場が長浜へ移転（福岡市中央卸売市場鮮魚市場となる）、それに伴い屋台も長浜に移動し、人の出入りが多い魚市場西門前で営業するようになる。客層も市場関係者が中心であったが、1965年（昭和40年）の夕刊フクニチに「受験生が長浜屋でラーメンを食べて合格した」というエピソードが掲載されてから他のメディアの取材も増え、市場以外の客も訪れるようになったという。
1974年（昭和49年）に長浜の屋台通りで屋台から店舗へ転換して営業開始。2年後には支店もオープンする。1983年（昭和58年）頃から松雄が糖尿病にかかり、翌年の7月13日に死去する。入院中は妻きよ子が病室までスープをもって行かせ、松雄に味見させていたという。死去後は妻きよ子が経営を引き継ぎ、1999年（平成11年）まで店に立っていた。

その後、松雄の娘である山本和子が後を継ぎ3代目社長となったが、2007年（平成19年）6月に和子の体調不良により麺が作れなくなり一時的に閉店した際には九州朝日放送「アサデス。」や西日本新聞が社会面トップで扱い、インターネット上で行われた存続署名運動や、和子のインタビューを掲載した。J-CASTニュースでは前述の内容のほか「九州ラーメン研究会」代表の原達郎へインタビューを行い、原は以下のように語っている。、
2008年（平成20年）1月に小麦価格高騰から替え玉を50円から100円へ30年ぶりに値上げした際には、ちょっとした騒動として一店舗の値上げが各紙に取り上げられた。
2008年（平成20年）4月には道路拡張工事に伴い本店が閉店し、支店だけとなる。
2010年（平成22年）3月に「元祖長浜屋」支店が閉店、同年5月「元祖長浜屋」が現在地で開店する。

## 特徴

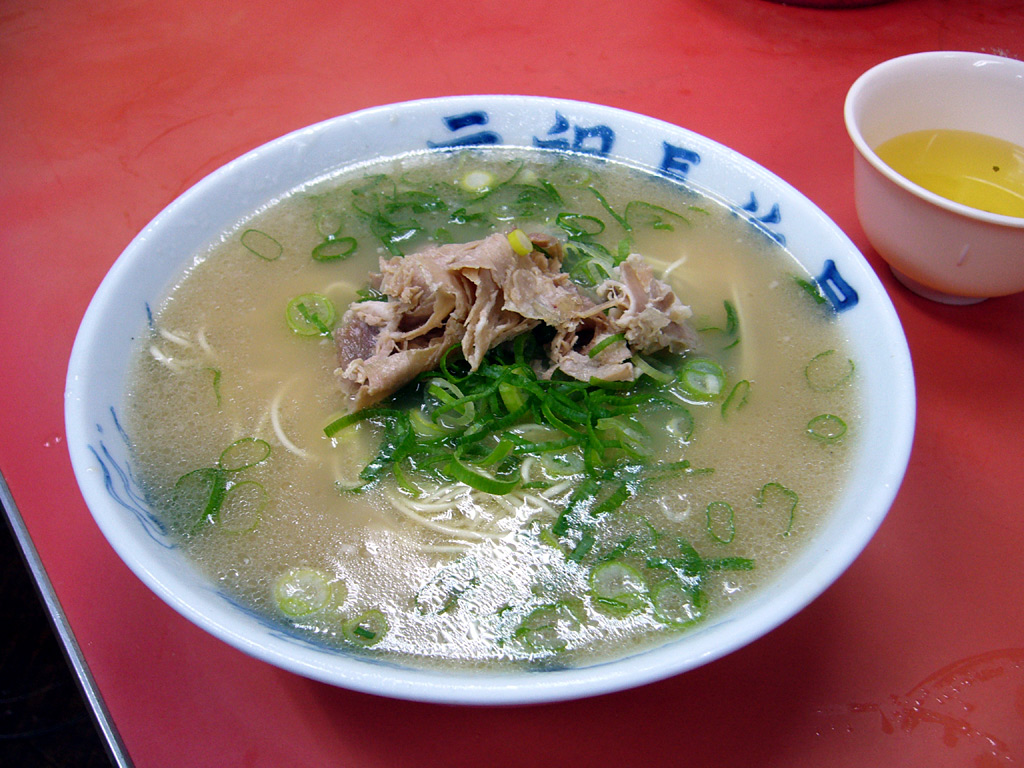
元祖長浜屋ラーメン

長浜ラーメンを提供する。メニューはラーメンのみで、客が席につくとまず麺の硬さを聞かれ、「ヤワ」、「カタ」、「ナマ（バリカタ）」等と答えると短い待ち時間でラーメンが出てくる。使われている麺は細麺で日本で最初に開発している。市場の人たちが忙しい合間を縫って店に来るため、なるべく早く提供できるように席に着くと同時に出せるように麺を細くしたという。スープは豚骨ベースだが博多ラーメンのなかでは蛋白な味付けで豚骨臭は強くない。
ラーメン店で麺だけを追加注文（おかわり）できる「替え玉」発祥の店としても知られ、新横浜ラーメン博物館公式ウェブサイトでもそのことが紹介されている。これは一杯のラーメンで足りなかった客が麺だけを注文したところ、店主も快く注文を受けたため、周りの客も真似するようになったことが始まりだという。
具の特徴としては、チャーシューが一般のラーメンとは違い、味付けした豚肉を機械で刻んだ細切れ状のものとなっている。「替え肉」としても注文でき、市場関係者の仕事後の酒のつまみともなっている。

## 関連商品
マルタイから、「元祖長浜屋協力 豚骨ラーメン」、「元祖長浜屋協力・棒ラーメン」が販売されている。麺は元祖長浜屋ほどではないがインスタントラーメンとしては極力細く縮れも弱く作られた独自のノンフライ麺であり、スープを含め再現度は良好と言われる。

## 「元祖」「長浜」を称する近隣のラーメン店
2009年（平成21年）12月には「元祖長浜屋」の元従業員が、中央区大手門2丁目に「元祖ラーメン長浜家（ながはまけ）」を開店した。場所は当時の「元祖長浜屋」支店の向かいで、現「元祖長浜屋」店舗から約100m離れた那の津通り沿い。
翌2010年4月には、全く同じ名前の「元祖ラーメン長浜家（ながはまけ）」が中央区港1丁目に、「元祖ラーメン長浜家」従業員により開店した。場所は現「元祖長浜屋」店舗から約50m離れた位置である。
「元祖ラーメン長浜家」の店舗名を巡っては、大手門の「長浜家」が港の「長浜家」に対して、屋号の使用差し止めを求めて民事訴訟を提起したが、一審の福岡地裁判決（岩木宰裁判長）、二審の福岡高裁判決（犬飼真二裁判長）では、いずれも大手門の店舗側が敗訴している。なお、港の「長浜家」はその後中央区川端に移転している。
「元祖長浜屋」の近隣には、この「元祖ラーメン長浜家」をはじめ、同じく「元祖」「長浜」を称するラーメン店が複数あるが、「元祖長浜屋」は、これらの店舗とは関係ないことをアピールしている。

## その他の店舗
- かねふく - 1985年（昭和60年）、東京・築地に「生粋博多らぁめん ふくちゃん」を出店する際、「元祖長浜屋」でスタッフが修業した[42]。